# Безнатка
Безнатка (пол. Beznatka) — село в Польщі, у гміні Гміна Цекув-Кольонія Каліського повіту Великопольського воєводства.
Населення — 143 особи (2011).
У 1975-1998 роках село належало до Каліського воєводства.

## Демографія
Демографічна структура станом на 31 березня 2011 року:
|          | Загалом | Допрацездатний вік | Працездатний вік | Постпрацездатний вік |
| -------- | ------- | ------------------ | ---------------- | -------------------- |
| Чоловіки | 72      | 13                 | 52               | 7                    |
| Жінки    | 71      | 11                 | 45               | 15                   |
| Разом    | 143     | 24                 | 97               | 22                   |